# Sarsocletodes typicus
Sarsocletodes typicus is een eenoogkreeftjessoort uit de familie van de Adenopleurellidae. De wetenschappelijke naam van de soort werd in 1920 voor het eerst geldig gepubliceerd door Georg Ossian Sars.